# Llista de roques metamòrfiques
En aquesta llista de roques metamòrfiques s'enumeren alfabèticament un total de 77 roques metamòrfiques, entre les quals n'hi ha tant generades a partir de metamorfisme de contacte com de regional; formades dins de totes les fàcies metamòrfiques i de diferents graus de metamorfisme o metasomatisme. A cada nom de roca s'afegeix una descripció sintètica, així com una imatge i els minerals que la formen. Les roques metamòrfiques són roques generades a partir de roques preexistents com a conseqüència d'un metamorfisme; els noms que poden rebre són els següents: 
1. Noms amb components: en aquest cas, el nom de la roca metamòrfica va acompanyat dels components característics d'aquesta roca (p.e. esquist de quars i mica).[1]
2. Noms específics: tenen connotacions molt específiques però no segueixen cap regla sistemàtica (p.e. gneis).[1]
3. A partir dels noms dels protòlits: s'afegeix el prefix meta- al nom de la roca que s'ha metamorfitzat (p.e. un conglomerat metamorfitzat dona lloc a un metaconglomerat).[1]

En aquesta llista s'enumeren diferents noms específics de roques metamòrfiques. La llista no conté els noms a partir dels protòlits, ja que poden ser generats a partir d'afegir el prefix meta- a qualsevol roca sedimentària, ígnia o metamòrfica; tampoc conté els noms amb components, ja que aquests noms poden generar-se a partir de la resta de noms tot afegint els minerals característics.
| Índex A B C D E F G H I J K L M N O P Q R S T U V W X Y Z |
| Referències • Enllaços externs • Bibliografia             |

## A
| Nom de la roca | Descripció | Minerals esencials   | Minerals no esencials                                                        | Imatges |
| -------------- | --- | -------------------- | ---------------------------------------------------------------------------- | ------- |
| Aceïta         | L'aceïta és una roca metasomàtica alcalina de baixa temperatura, principalment composta de carbonat subsidiari i hematites. Com a mineral accessòri s'hi pot trobar apatita amb urani. | Carbonat, hematites  | Apatita                                                                      |         |
| Adinola        | Roca metamòrfica de contacte, de gra fi, i d'aspecte finament bandat a conseqüència de l'alternança de capes grises, verdes o vermelloses. | Albita, quars        | Actinolita, anatassa, clorita, epidota, moscovita, rútil, sericita           |         |
| Agmatita       | Les agmatites són migmatites amb estructura bretxosa. | Variables            |                                                                              |         |
| Albitita       | Roca metasomàtica d'alta a mitja temperatura formada per una alteració sòdica intensa de diverses roques. No s'ha de confondre amb el granit d'albita (camp 2 del diagrama QAPF) que a vegades pot ser anomenat així.                                                                                   | Albita               |                                                                              |         |
| Amfibolita     | L'amfibolita és una roca gneissosa o granofèlsica metamòrfica formada per amfíbol verd, negre o marró i plagiòclasi (incloent-hi l'albita) que representen més del 75% dels constituents de la roca. L'amfíbol representa més del 30% de minerals. El protòlit sol ser una roca basàltica o dolerítica. | Amfíbol, plagiòclasi | Grup de l'epidota, granat, biotita, clinopiroxè, escapolita, quars, titanita |         |
| Anatexita      | Roca metamòrfica d'alt grau que presenta in situ, les evidències d'haver estat formada per anatèxia. | Variables            |                                                                              |         |
| Argil·lisita   | Roca metasomàtica de baixa temperatura composta principalment d'argiles. També pot presentar silicats, carbonats i sulfurs de ferro. Es forma per alteració hidrotermal tant de roques ígnies com sedimentàries.                                                                                        | Argiles              | Silicats, carbonats, sulfurs de ferro                                        |         |
| Arterita       | Un tipus de migmatita on les parts més fosques es troben injectades per vetes de material més clar (leucosomes). És una roca metamòrfica d'alt grau. | Variables            |                                                                              |         |

## B
| Nom de la roca     | Descripció | Minerals esencials                  | Minerals no esencials          | Imatges |
| ------------------ | --- | ----------------------------------- | ------------------------------ | ------- |
| Beerbaquita        | Roca metamòrfica de contacte d'alt grau de gra fi i granoblàstica. Es forma pel contacte d'un dic basàltic amb un magma o roca gabròica.                                                                                         | Plagiòclasi, òxids de ferro, piroxè | Amfíbol, biotita, olivina      |         |
| Beresita           | Roca metasomàtica de baixa temperatura caracteritzada per la presència de quars, sericita, ankerita i pirita resultant del reemplaçament de protòlits ignis i sedimentaris.                                                      | Ankerita, pirita, sericita, quars   |                                |         |
| Boetonita          | Roca metasomàtica composta principalment per òpal amb certes quantitats de cromita, marcasita i localment magnesita. | Calcedònia, òpal                    | Cromita, marcassita, magnetita |         |
| Bretxa hidrotermal | Les bretxes hidrotermals són roques metasomàtiques que presenten clasts irregulars cimentats per minerals majoritàriament hidrotermals.                                                                                          | Variables                           |                                |         |
| Buchita            | Roca metamòrfica rara, compacta i vesicular de qualsevol composició que conté més d'un 20% de vidre en volum, produït per metamorfisme de contacte en ambients volcànics a subvolcànics o generat per metamorfisme de combustió. | Vidre                               | Feldespat potàssic, quars      |         |

## C
| Nom de la roca | Descripció | Minerals esencials                                | Minerals no esencials | Imatges |
| -------------- | --- | ------------------------------------------------- | --------------------- | ------- |
| Cataclasita    | Roca de falla cohesiva, amb esquistositat poc desenvolupada o sense o bé incohesiva caracteritzada per porfiroclasts angulosos i fragments lítics en una matriu de gra fi de composició similar. | Variables                                         |                       |         |
| Charoitita     | Roca metasomàtica potàssica molt rica en charoïta. Només s'ha descrit a la República de Sakha (Rússia). Es forma per la intrusió de les sienites del Massís de Murunskii en dipòsits calcàris alterats.                                                                                               | Canasita, charoïta, egirina, steaciyta, tinaksita |                       |         |
| Cloritolita    | Roca metasomàtica monomineràlica composta essencialment de clorita. Es forma per metamorfisme hidrotermal i es troba en vetes. | Clorita                                           |                       |         |
| Cokeïta        | Coc format per metamorfisme de contacte de carbó o en focs subterrànis de dipòsits de carbó. |                                                   |                       |         |
| Cornubianita   | Terme emprat inicialment per a anomenar roques bandades de gra fi a roques esquistoses compostes de quars, feldespat i mica generades per metamorfisme de contacte a partir de protòlits gneissics o esquistosos. També s'empra per a anomenar corneanes amb andalusita o de quars, mica i turmalina. | Variables                                         |                       |         |
| Coronita       | Nom emprat per a anomenar qualsevol roca amb presència de corones. | Variables                                         |                       |         |
| Cosmoclorita   | Piroxenita metamòrfica composta predominantment per cosmoclor. | Cosmoclor                                         |                       |         |
| Cotícula       | Roca metamòrfica de baix grau i de gra molt fi formada per espessartina en una matriu de mica blanca i quars submicroscòpic. | Espessartina, mica blanca                         | Quars                 |         |

## D
| Nom de la roca | Descripció                                                                                       | Minerals esencials | Minerals no esencials | Imatges |
| -------------- | ------------------------------------------------------------------------------------------------ | ------------------ | --------------------- | ------- |
| Diatexita      | Tipus de migmatita on les parts fosques i clares formen estructures en schlieren i nebulítiques. | Variable           |                       |         |
| Dictionita     | Tipus de migmatita amb una estructura reticular formada per un entramat de petites vetes.        | Variable           |                       |         |

## E
| Nom de la roca | Descripció | Minerals esencials           | Minerals no esencials                         | Imatges |
| -------------- | --- | ---------------------------- | --------------------------------------------- | ------- |
| Eclogita       | Roca metamòrfica d'alta pressió i temperatura composta per granat en més d'un 75% de volum (sovint per pirop o almandina magnèsica) i onfacita (clinopiroxè de Na-Ca-Al-Mg). Mentre que el quars, el rútil i la cianita són components habituals, la plagiòclasi no hi és mai present.                           | Granat, omfacita             | Cianita, paragonita, ortopiroxè, rútil, quars |         |
| Eclogitoide    | Roca metamòrfica que conté granat i omfacita però que no compleix tots els requisits per a ser classificada com a eclogita. | Granat, omfacita             |                                               |         |
| Epidosita      | Roca metasomàtica de baixa a mitja temperatura, generalment formada per alteració de roques basàltiques però també d'altres roques ígnies bàsiques a àcides. Principalment formada per epidota, quars, clorita i amfíbol.                                                                                        | Epidota                      | Quars                                         |         |
| Espilita       | Roca metamòrfica de grau molt baix a baix. Es forma per l'alteració de roques volcàniques o subvolcàniques bàsiques a intermèdies en les quals el feldespat és principalment albita acompanyada de clorita, calcita, quars, epidota, prehnita i altres minerals de baixa temperatura.                            | Albita                       | Clorita, calcita, quars, epidota, prehnita    |         |
| Esquist        | Roca metamòrfica, amb textura esquistosa, fanerocristal·lina, derivada de lutites i grauvaques i, de vegades, de roques ígnies bàsiques, amb minerals laminars, aciculars o fibrosos visibles a ull nu, que li confereixen una fissilitat excel·lent. La composició mineralògica dels esquists és molt variable. | Variable                     |                                               |         |
| Esquist blanc  | Esquist d'alta temperatura i pressió. Presenta una coloració clara i conté cianita i talc. Aquestes roques representen roques alumíniques metamorfitzades sota condicions de fàcies eclogita. | Cianita, talc                |                                               |         |
| Esquist blau   | Esquist d'alta temperatura i pressió de color blau a conseqüència de la presència d'amfíbol alcalí com ara glaucòfan o ferroglaucòfan. | glaucòfan, ferroglaucòfan    |                                               |         |
| Esquist verd   | Esquist de color verd de metamorfisme baix a molt baix. El seu color prové de la presència de minerals com ara l'actinolita, la clorita o l'epidota. | Actinolita, clorita, epidota |                                               |         |
| Estromatita    | Tipus de migmatita amb capes regulars que poden tenir varies composicions i aspectes, com per exemple, l'alternança entre mesosoma i leucosoma. | Variable                     |                                               |         |

## F
| Nom de la roca | Descripció | Minerals esencials         | Minerals no esencials                                                       | Imatges |
| -------------- | --- | -------------------------- | --------------------------------------------------------------------------- | ------- |
| Fenita         | Roca metasomàtica d'alta temperatura caracteritzada per la presència de feldespat alcalí, amfíbol sòdic i piroxè sòdic. La nefelina, calcita i la biotita/flogopita poden estar-hi presents. La titanita i l'apatita poden ser accessòris. Les fenites es formen en aureoles de contacte. | Piroxè, feldespat, amfíbol | Calcita, nefelina, biotita, flogopita. Apatita i titanita com a accessòris. |         |
| Fil·lita       | Roca metamòrfica de grau baix a molt baix i de gra fi a mitjà caracteritzada per una lluïssor brillant i una esquistositat ben desenvolupada a conseqüència de la disposició en paral·lel dels fil·losilicats.                                                                            | Fil·losilicats             |                                                                             |         |
| Flebita        | És una migmatita amb múltiples vetes; el terme no té connotacions genètiques, només descriptives. | Variable                   |                                                                             |         |

## G
| Nom de la roca | Descripció | Minerals esencials        | Minerals no esencials | Imatges |
| -------------- | --- | ------------------------- | --- | ------- |
| Glaucofanita   | Roca que conté més d'un 75% en volum de glaucòfan o ferroglaucòfan. El nom també es va emprar en el passat com a sinònim de gneis amb glaucòfan o conrneana o esquist amb glaucòfan.                                                           | glaucòfan, ferroglaucòfan | |         |
| Gneis          | Roca metamòrfica de grau mig a alt que freqüentment presenta una estructura bandada de gra mig a groller amb una esquistositat poc desenvolupada. És una roca foliada formada per metamorfisme regional.                                       |                           | |         |
| Granatita      | Roca metamòrfica d'alta pressió i temperatura composta per més d'un 75% de granat en colum. El terme «eclogita» no pot aplicar-se en aquest cas.                                                                                               | Granat                    | |         |
| Granofelsita   | Roca metamòrfica, granoblàstica i granular de gra mig a groller amb poca o sense foliació ni lineació. |                           | |         |
| Granulita      | Roca metamòrfica d'alt grau en la qual els silicats són principalment no hidratats (p.e. feldespats, granats, piroxens…); s'hi pot trobar cordierita però no moscovita primària. Pot presentar estructura gnèisica i típicament granoblàstica. | Feldespat, cordierita     | |         |
| Greisen        | Roca metasomàtica de mitja temperatura caracteritzada per la presència de quars i mica blanca, freqüentment amb topazi, fluorita, turmalina i localment amb amazonita, ortòclasi, andalusita i diàspor. Poden presentar zonació.               | Mica, quars               | Amazonita, andalusita, diàspor, ortòclasi, fluorita, moscovita, topazi, turmalina, zinnwaldita. Cassiterita, molibdenita i wolframita com a accessòris |         |
| Gumberita      | Roca metasomàtica de baixa a mitja temperatura composta de quars, ortòclasi i carbonat. Es forma per alteració de granodiorita o sienita i es troba estretament associada a vetes de tungstè-coure o urani-or.                                 | Carbonat, ortosa, quars   | Ankerita, dolomita, flogopita, scheelita. Bismutinita i molibdenita com a accessòris.                                                                  |         |

## I
| Nom de la roca | Descripció | Minerals esencials | Minerals no esencials | Imatges |
| -------------- | --- | ------------------ | --------------------- | ------- |
| Impactita      | Roca afectada per un o més impactes a gran velocitat resultants d'una o més col·lisions entre cossos planetaris. | Variables          |                       |         |

## J
| Nom de la roca | Descripció | Minerals esencials                       | Minerals no esencials | Imatges |
| -------------- | --- | ---------------------------------------- | --------------------- | ------- |
| Jade           | Roca metamòrfica d'alt grau de negre verdós a blanc crema que s'empra com a roca ornamental o gemma. Es pot subdividir en la jadeitita (formada per jadeïta) i la nefrita (formada per amfíbols de la sèrie tremolita-actinolita). | Amfíbols (nefrita) i jadeïta (jadeitita) | Variables             |         |
| Jadeitita      | Roca metamòrfica d'alt grau que es forma en fàcies d'esquists blaus. Es tracta d'una piroxenita metamòrfica formada gairebé totalment per jadeïta. Es troba en terrenys metamòrfics associada a ambients de subducció.             | Jadeïta                                  |                       |         |

## L
| Nom de la roca | Descripció                                                                                                  | Minerals esencials               | Minerals no esencials | Imatges |
| -------------- | --- | -------------------------------- | --------------------- | ------- |
| Listvenita     | Roca metasomàtica de baixa temperatura similar a la beresita però formada a partir de roques ultrabàsiques. | Carbonat, fucsita, pirita, quars |                       |         |

## M
| Nom de la roca | Descripció | Minerals esencials | Minerals no esencials | Imatges |
| -------------- | --- | ------------------ | --------------------- | ------- |
| Marbre         | Roca metacarbonatada cristal·lina amb més d'un 50% de minerals carbonatats. Freqüentment el protòlit és una calcària o dolomia. | Calcita, dolomita… |                       |         |
| Metatexita     | Varietat de migmatita amb leucosomes, mesosomes i melanosomes intercalats. | Variable           |                       |         |
| Migmatita      | Roca metamòrfica bandada. Consisteix típicament de bandes fosques riques en minerals màfics i altres parts quarso-feldespàtiques. Les parts més fosques presenten característiques típiques de les roques metamòrfiques (p.e. típiques de gneis o amfibolites) mentre les clares tenen textura granítica. | Variable           |                       |         |
| Milonita       | Roca de falla cohesiva caracteritzada per la reducció de la mida de gra i recristal·lització dinàmica. Típicament conté porfiroclasts arrodonits en forma de lent i fragments lítics de composició similar a la matriu.                                                                                   | Variable           |                       |         |

## N
| Nom de la roca | Descripció | Minerals esencials | Minerals no esencials | Imatges |
| -------------- | --- | ------------------ | --- | ------- |
| Nebulita       | Tipus de migmatita amb relictes de roques o estructures prexistents. | Variable           | |         |
| Nefrita        | Roca metamòrfica d'alt grau que comprèn amfíbols massius microcristal·lins a criptocristal·lins de la serie tremolita-actinolita. La nefrita és una de les dues roques que entren dins del terme «jade» (l'altre és la jadeitita). Hi ha diferents varietats de nefrita. | Amfíbol            | En quantitats menors a quantitats traça: diòpsid, grossulària, magnetita, cromita, grafit, apatita, rútil, pirita, datolita, vesubianita, prehnita, talc… |         |

## O
| Nom de la roca   | Descripció | Minerals esencials     | Minerals no esencials | Imatges |
| ---------------- | --- | ---------------------- | --------------------- | ------- |
| Oficarbonat      | Roca formada per serpentina i carbonat; la serpentina es troba freqüentment fragmentada o bretxificada, en vetes i impregnada pel material carbonatat (calcita, dolomita o magnesita). Es forma per la serpentinització de roques ultramàfiques i la seva reacció amb solucions de CO₂. | Serpentines, carbonats |                       |         |
| Omfacitita       | Roca metamòrfica d'alta temperatura composta de més d'un 75% en volum d'omfacita. En aquest cas no pot aplicar-se-li a la roca el terme «eclogita». | Omfacita               |                       |         |
| Ortoamfibolita   | Amfibolita formada a partir d'un protòlit igni. És una roca metamòrfica d'alt grau. | Amfíbol, plagiòclasi   | Variable              |         |
| Ortoesquist      | Esquist format a partir d'un protòlit igni. |                        |                       |         |
| Ortogneiss       | Gneiss format a partir d'un protòlit igni. |                        |                       |         |
| Ortogranofelsita | Granofelsita formada a partir d'un protòlit igni. |                        |                       |         |

## P
| Nom de la roca   | Descripció | Minerals esencials                             | Minerals no esencials | Imatges |
| ---------------- | --- | ---------------------------------------------- | --------------------- | ------- |
| Para-amfibolita  | Amfibolita formada a partir d'un protòlit sedimentàri. És una roca metamòrfica d'alt grau. | Amfíbol, palgiòclasi                           |                       |         |
| Paraesquist      | Roca metasedimentària amb textura esquistosa; esquist derivat a partir d'un protòlit sedimentàri. | Mica                                           |                       |         |
| Paragneiss       | Roca metasedimentària amb textura gneissica; gneis format a partir d'un protòlit sedimentàri. | Feldespat, quars                               |                       |         |
| Paragranofelsita | Roca metasedimentària amb textura granofèlsica. |                                                |                       |         |
| Paraquarsita     | Quarsita formada a partir de metamorfisme de contacte. | Quars                                          |                       |         |
| Pissarra         | Roca metamòrfica d'origen sedimentari de molt baix a baix grau, de textura granular fina i homogènia. Està constituïda per fragments únicament visibles amb lupa i presenta exfoliació en làmines. Pot contenir quantitats variables de quars, mica, minerals d'argila i feldespats. |                                                |                       |         |
| Propilita        | Roca metasomàtica granofèlsica de baixa a mitja temperatura formada per l'alteració de roques volcàniques bàsiques. Les varietats de baixa temperatura presenten albita, calcita i clorita; les d'alta temperatuta presenten epidota, actinolita i biotita.                          | Variable segons temperatura, vegeu explicació. |                       |         |

## Q
| Nom de la roca      | Descripció | Minerals esencials | Minerals no esencials                                                                                  | Imatges |
| ------------------- | --- | ------------------ | --- | ------- |
| Quarsita secundària | Roca metasomàtica de baixa a mitja temperatura principalment composta de quars amb minerals d'alumini subsidiaris com ara pirofil·lita, diàspor, alunita i caolinita. Les quarsites secundàries estan associades a roques volcàniques i subvolcàniques de composició riolítica a andesítica. | Quars              | Alunita, diàspor, pirofil·lita, caolinita. Dumortierita, fluorita i lazulita com aminerals accessòris. |         |

## R
| Nom de la roca       | Descripció | Minerals esencials                                          | Minerals no esencials                       | Imatges |
| -------------------- | --- | ----------------------------------------------------------- | ------------------------------------------- | ------- |
| Regòlit d'impacte    | Fragments clàstics no consolidats generats per impacte. | Variable                                                    |                                             |         |
| Roca calcosilicatada | Roca metamòrfica principalment composta de minerals calcosilicats, com ara diòpsid i wol·lastonita i contenint menys d'un 5% de volum de minerals carbonats (normalment dolomita o calcita). Es forma per metamorfisme de calcàries o dolomies impures. Relacionada amb els skarns.                       | Minerals calcosilicats                                      |                                             |         |
| Roca cremada         | Terme general per a roques compactes, vesiculars o vítriques a roques holocristal·lines de diferents colors, produïdes per metamorfisme de combustió de roques sedimentàries preexistents. | Variable                                                    |                                             |         |
| Roca de falla        | Roca formada com a resultat d'una deformació en una zona de falla. |                                                             |                                             |         |
| Roca de talc         | Roca meta-ultramàfica rica en talc. | Talc                                                        |                                             |         |
| Roca fosa d'impacte  | Roca que ha sofert una fusió total com a conseqüència d'un impacte. |                                                             |                                             |         |
| Roca fregida         | Roca metamòrfica, compacta, vesicular o de tipus escòria de qualsevol composició però amb un contingut de vidre que oscil·la des de percentatges baixos fins a un màxim d'un 20% en volum. Es produeix per metamorfisme de contacte en ambients volcànics o subvolcànics o per metamorfisme de combustió. | Vidre                                                       | Quars, feldespat potàssic                   |         |
| Rodingita            | Roca metasomàtica composta principalment per granats de la sèrie grossulària-andradita i piroxens càlcics. La vesuvianita, l'epidota i l'escapolita (juntament amb menes de ferro) són els accessoris característics. Generalment reemplaça dics o intrusions bàsiques.                                   | Granats de la sèrie grossulària-andradita, piroxens càlcics | Vesuvianita, epidota, escapolita, magnetita |         |

## S
| Nom de la roca | Descripció | Minerals esencials                        | Minerals no esencials | Imatges |
| -------------- | --- | ----------------------------------------- | --------------------- | ------- |
| Serpentinita   | Roca meta-ígnia o metasomàtica composta per un o més minerals del grup de la serpentina, formada per serpentinització (hidratació i transformació metamòrfica) de roques ultramàfiques mantèliques. | Serpentines                               |                       |         |
| Skarn          | Roca metasomàtica formada pel contacte entre una roca silicatada (o un magma) i una roca carbonatada. Consisteix principalment de silicats de calci, magnesi, ferro i/o manganès poc hidratats.     | Silicats de Ca-Mg-Fe-Mn i altres minerals | Variable              |         |
| Suevita        | Bretxa d'impacte que conté clasts d'impacte i normals en una matriu clàstica del mateix tipus que les partícules foses cogenètiques.                                                                | Variable                                  |                       |         |

## T
| Nom de la roca | Descripció | Minerals esencials | Minerals no esencials | Imatges |
| -------------- | --- | ------------------ | --------------------- | ------- |
| Tectita        | Cossos vidriosos naturals de mida grava formats a partir de material expulsat durant impactes de gran potència com ara impactes meteorítics. Tenen composicions variables. | Vidre              |                       |         |

## U
| Nom de la roca | Descripció | Minerals esencials          | Minerals no esencials | Imatges |
| -------------- | --- | --------------------------- | --------------------- | ------- |
| Unakita        | Roca metasomàtica de baixa a mitja temperatura formada habitualment per l'alteració de roques granítiques. Principalment composta d'epidota, feldespat potàssic i quars. | Epidota, feldespat potàssic | Quars                 |         |

## V
| Nom de la roca | Descripció                                                                           | Minerals esencials | Minerals no esencials | Imatges |
| -------------- | ------------------------------------------------------------------------------------ | ------------------ | --------------------- | ------- |
| Venita         | Tipus de migmatita en la qual el material dels leucosomes prové de la roca parental. | Variables          |                       |         |

## Z
| Nom de la roca | Descripció                                                      | Minerals esencials | Minerals no esencials | Imatges |
| -------------- | --------------------------------------------------------------- | ------------------ | --------------------- | ------- |
| Zoisitita      | Roca metamòrfica d'alt grau composta principalment per zoisita. | Zoisita            |                       |         |